# Desis maxillosa
Espèce
Synonymes
- Aranea maxillosa Fabricius, 1793
- Desis dysderoides Walckenaer, 1837

Desis maxillosa est une espèce d'araignées aranéomorphes de la famille des Desidae.

## Distribution
Cette espèce se rencontre en Nouvelle-Calédonie et en Nouvelle-Guinée.

## Publication originale
- Fabricius, 1793 : Entomologiae systematica emendata et aucta, secundum classes, ordines, genera, species adjectis synonimis, locis, observationibus, descriptionibus. Hafniae, vol. 2, p. 407-428.